# Surice
Pour les articles homonymes, voir Surice (homonymie).
Surice est une section de la ville belge de Philippeville située en Wallonie dans la province de Namur.
C'était une commune à part entière avant la fusion des communes de 1977. 

## Géographie
Commune bornée au nord par Florennes et Rosée, au nord-est par Omezée, à l’est par Soulme et Vodelée, au sud par Romedenne et à l’ouest par Merlemont et Franchimont. Territoire irrigué par l’Hermeton et les ruisseaux de la Chinelle et de Gaux.
Hameaux : Lautenne, Wez-de-Chine.

## Évolution démographique
- Source: DGS, 1831 à 1970=recensements population, 1976= habitants au 31 décembre
- 1910: Scission de Romedenne en 1901

## Histoire
On a trouvé à Surice un trésor monétaire de l’époque romaine ainsi qu’un cimetière mérovingien.
En 1196, Hugues de Florennes donne à la collégiale de Dinant la dîme de Surice et, un peu plus tard, le patronat (droit de nommer le curé). Surice, terre liégeoise, fait partie de la baronnie de Florennes, dont les seigneurs nomment des baillis pour les représenter dans le village. Au milieu du XIIIe siècle, le comte de Namur exerce des droits sur certains manants de la localité. En 1420, les habitants se débarrassent de l’obligation du service de garde au château de Florennes. Bien que bourgeois, les habitants doivent encore au XVIe siècle quatre jours de corvées avec chevaux et outils.
Comme tous les villages de la région, Surice eut à souffrir du passage continuel de bandes armées.
En octobre 1465, une troupe de 1 200 hommes de pied et de 800 cavaliers bourguignons envahit le village et le met à sac. Vers 1587, la région a à souffrir du passage de mercenaires se rendant en France. Le responsable est un certain Jean d’Udekem (son nom est transformé en Dwidecom), ancien prévôt de Vierves, capitaine d’une troupe de reîtres et de lansquenets qui sont entrés à Surice comme dans une ville conquise, au bruit des tambours et des trompettes et se sont comportés en vainqueurs.

À la fin du XVIIe siècle, ce sont des troupes françaises campées à Florennes, Givet et Philippeville, qui sévissent. Ruinée, la communauté doit aliéner des biens communaux et contracter des emprunts …
En 1555, Claude de Vaudémont, baron de Florennes, partage ses biens entre ses deux filles. Barbe, épouse d'Henri de Ghoer, reçoit la baronnie de Pesche avec dix villages dont Surice, Romedenne et Cerfontaine. Jusqu'à la fin de l'Ancien Régime, ces villages resteront dans cette famille et leurs successeurs.
En 1901, le hameau de Romedenne devient autonome.
Situation en 1830 (avec le hameau de Romedenne) — La population s’élève à 717 habitants répartis dans 300 maisons, et 5 fermes. Résidence d’un notaire et d’un officier de santé. Exploitation des bois, extraction du marbre, un moulin à eau, deux brasseries. On compte 106 chevaux, 25 poulains, 265 bovins, 36 veaux, 90 porcs et 600 moutons.
Les massacres du 25 août 1914 — Au cours de l’invasion, les troupes allemandes tuent avec cruauté 69 personnes — hommes, femmes et enfants — dont 36 habitants et incendient le village; seules 8 maisons sur les 138 que compte le village sont épargnées. Trois monuments rappellent cette funeste journée : le monument aux Morts sur la place communale (portant le nom de toutes les victimes), une colonne marquée de 69 petites croix, à côté de l’église, et sur les lieux d’un massacre collectif, dans une praire à l’entrée du village, un petit enclos comprenant une croix en fer.
Surice a été déclaré "village-martyr" de la Première Guerre mondiale : le 25 août 1914, les 104e, 106e, 107e RI de l'armée impériale allemande passèrent par les armes 56 civils et détruisirent 132 maisons, c'est-à-dire quasiment tout le village, lors des atrocités allemandes commises au début de l'invasion.

## Patrimoine et festivités

### Patrimoine
- Eglise Saint-Lambert. Reconstruite en 1924 en style néo-roman par l'architecte Docq[5].
- Presbytère, rue de la Fontaine Saint-Lambert. Situé au chevet de l'église, construction de la 2e moitié du XVIIIe siècle[6].
- Château de Surice, chemin de Soulme. Construction datée par ancres de 1687, et remodelée par l'architecte Bage, à la suite de l'incendie pendant la guerre[6].

### Curiosités et festivités
Concours "Fais-moi un conte" (en mars), Fête des jardins, Unité de bio-méthanisation, Fermes ouvertes, Fêtes de la Jeunesse le 1er week-end de juillet et le 1er week-end d'octobre, Estival du Conte le dernier dimanche de juillet. En octobre, la fêtes se déroule toujours le dimanche après la Saint Michel